# São Pedro (Faro)
Faro (Sé et São Pedro) (officiellement : União das Freguesias de Faro (Sé et São Pedro)) est une paroisse portugaise située dans la municipalité de Faro, avec 74,75 km² de superficie et 44 119 habitants (recensement 2011). Sa densité de population est de 610,6 habitants/km². Plus de 65 % du territoire de cette paroisse fait partie de la Ria Formosa et possède le point le plus méridional du Portugal continental, à savoir le Cabo de Santa Maria, situé sur l'île Deserta. 

## Histoire
Elle a été constituée en 2013, dans le cadre d'une réforme administrative nationale, par l'agrégation des anciennes paroisses de Sé et São Pedro et a son siège à Sé.